# Władysław Zieliński (kajakarz)

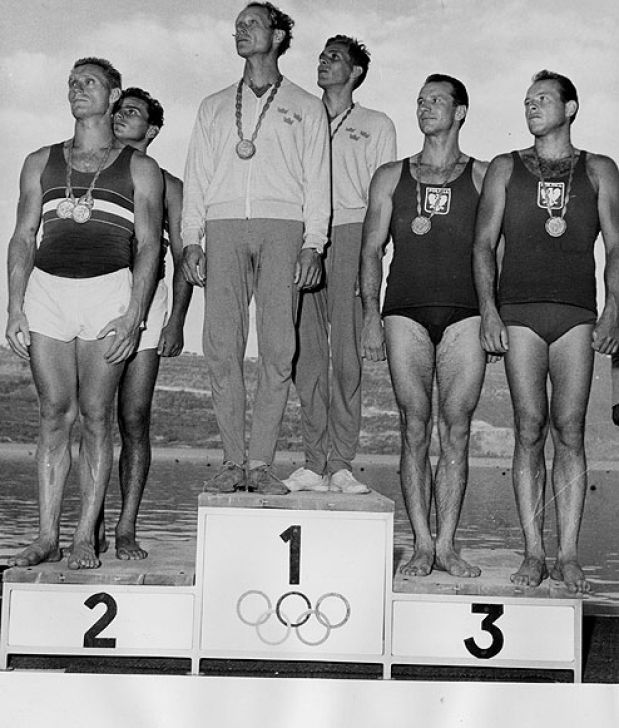
Na trzecim stopniu podium podczas IO w Rzymie (1960)

Władysław Zieliński (ur. 24 lipca 1935 w Warszawie) – polski kajakarz, mistrz świata w konkurencji K-2 1000 m (1958), brązowy medalista olimpijski z Rzymu (1960), olimpijczyk z Tokio (1964) i Meksyku (1968). Przez całą karierę związany z klubem Spójnia Warszawa (1949-1971). Brat kajakarza Jacka Zielińskiego.

## Kariera sportowa

### Mistrzostwa świata
Jego największym sukcesem w karierze było mistrzostwo świata w konkurencji K-2 500 m (razem ze Stefanem Kapłaniakiem). Ponadto na tych samych mistrzostwach zajął jeszcze miejsce 4 w konkurencji K-2 1000 m i K-1 4 × 500 m. W kolejnych startach zajmował jeszcze finałowe miejsca w 1963 (4 m. w konkurencji K-2 500 m i 5 m. w K-1 4 × 500 m) i 1966 (4 m. w konkurencji K-4 1000 m).

### Igrzyska Olimpijskie
Jego największym sukcesem olimpijskim był brązowy medal Igrzysk Olimpijskich w Rzymie w konkurencji K-2 1000 m (razem ze Stefanem Kapłaniakiem). Na tych samych igrzyskach zajął jeszcze czwarte miejsce w konkurencji K-1 4 × 500 m (razem ze Stefanem Kapłaniakiem, Ryszardem Marchlikiem i Ryszardem Skwarskim). W 1964 zajął czwarte miejsce w konkurencji K-2 1000 m (ze Stefanem Kapłaniakiem), a w 1968 ósme w konkurencji K-4 1000 m (razem z Ewaldem Januszem, Ryszardem Marchlikiem i Rafałem Piszczem).

### Mistrzostwa Europy
W mistrzostwach Europy zdobył srebrny medal w 1961 w konkurencji K-2 500 m (ze Stefanem Kapłaniakiem) i dwa brązowe w 1959 (w konkurencji K-2 500 m (razem z Jackiem Zielińskim) i K-1 4 × 500 m (razem ze Stefanem Kapłaniakiem, Kazimierzem Kozierasem i Ryszardem Skwarskim). Ponadto w finałach mistrzostw Europy pływał jeszcze w 1957 (4 m. w K-1 4 × 500 m, 7 m. w K-2 500 m), 1963 (4 m. w K-2 500 m, 5 m. w K-1 4 × 500 m), 1965 (5 m. w K-2 500 m, 5 m. w K-1 4 × 500 m).

### Mistrzostwa Polski
Był mistrzem Polski w konkurencjach:
- K-1 500 m – 1960
- K-1 4 × 500 m – 1958 (z Ryszardem Skwarskim, Jerzym Górskim i Henrykiem Broniewiczem)
- K-2 500 m – 1959, 1960, 1961 (wszystkie tytuły z Jackiem Zielińskim), 1962, 1965 (oba tytuły ze Stefanem Kapłaniakiem)
- K-2 1000 m – 1954 (z Henrykiem Broniewiczem), 1959, 1960, 1961, 1962 (wszystkie tytuły z Jackiem Zielińskim), 1963 (ze Stefanem Kapłaniakiem)
- K-2 10 000 m – 1962, 1963 (oba tytuły ze Stefanem Kapłaniakiem)
- K-4 500 m – 1956 (z Eugeniuszem Kapłaniakiem, Stanisławem Węglarzem i Konradem Stolpiakiem), 1963 (z Andrzejem Horosiem, Stefanem Kapłaniakiem i Stefanem Żarczyńskim), 1965 (z Andrzejem Horosiem, Jackiem Zielińskim i Stefanem Kapłaniakiem), 1966 (z Andrzejem Horosiem, Jackiem Zielińskim i Robertem Ruszkowskim), 1968 (z Jackiem Zielińskim, Andrzejem Iwańczykiem i Stefanem Jesionowskim)
- K-4 1000 m – 1956 (z Eugeniuszem Kapłaniakiem, Bronisławem Warusiem i Stanisławem Węglarzem), 1963 (z Andrzejem Horosiem, Jackiem Zielińskim i Stefanem Żarczyńskim), 1966 (z Andrzejem Horosiem, Jackiem Zielińskim i Robertem Ruszkowskim), 1968 (z Jackiem Zielińskim, Andrzejem Iwańczykiem i Zbigniewem Niewiadomskim), 1969 (z Jackiem Zielińskim, Zbigniewem Niewiadomskim i Zbigniewem Kołosińskim)
- K-4 10 000 m – 1956 (z Eugeniuszem Kapłaniakiem, Bronisławem Warusiem i Stanisławem Węglarzem)